# Agathoklész szürakuszai türannosz
Agathoklész (görög nyelven: Ἀγαθοκλῆς, Agathoklḗs; i. e. 361 – i. e. 289) - Siracusa görög zsarnoka (Szicília, Thermae Himeraeae i. e. 317– i. e. 289) és Szicília királya (i. e. 304 – i. e. 289).

## Életpályája
Agathoklész Szürakuszai türannosz a szicíliai Thermae Himeraeae-ben (mai nevén Termini Imerese) született i. e. 361-ben, majd i. e. 343-ban Siracusába költözött. Apja fazekas volt, akinek megtanulta mesterségét, később azonban bátyjával, Antanderrel együtt belépett a hadseregbe. I. e. 333-ban feleségül vette patrónusának, Damasnak egy előkelő és gazdag polgárnak özvegyét. Mivel Siracusában megkísérelte megdönteni az oligarchikus pártot, kétszer is száműzték.
I. e. 317-ben tért vissza a zsoldosok seregével, ünnepélyes esküt téve, hogy a demokratikus alkotmányt, amelyet a város elfoglalása után hoztak létre betartja. Miután az oligarchákat és a polgárok leggazdagabbjait lemészárolta, Siracusa ura lett, erős hadsereget és flottát hozott létre, majd leigázta Szicília nagy részét.
I. e. 311-ben a Karthágóval vívott háborúban Agathoklész a Himéra városa melletti azonos nevű folyónál vívott csatában vereséget szenvedett, és a karthágóiak Siracusában ostrom alá vették. I. e. 310-ben kétségbeesett erőfeszítéseket tett a blokád áttörésére és Karthágó megtámadására. I. e. 310 augusztusában Cap Bonnál szállt partra, és ez alkalommal először sikerült legyőznie a karthágóiakat, és tábort létesítenie Tunisz közelében. Ezután kelet felé indult, megpróbálva uralma alá venni a tengerparti kereskedő városokat, köztük Neapolist és Hadrumetumot, szövetséget kötve Ailymással, a szicíliai Diodórosz szerint a líbiaiak királyával Karthágó körülvétele és elszigetelése céljából. Elfoglalva Hadrumetum, Thapsus és más tengerparti városokat Agathoklész figyelmét Közép-Tunézia felé fordította. A hadjárat idején vagy még  előtte felbontotta Ailymással kötött szövetségét, akit üldözött és megölt, de annak numidiai hadseregét megtartotta, az általuk épített harci szekerekkel együtt.
I. e. 309-308-ban  figyelme Agathoklész Ophellas, Küréné uralkodója felé fordult, akit valószínűleg hasznos szövetségesnek vélt a karthágóiak elleni háborúban. Azért, hogy megnyerje őt, megígérte, hogy átengedi neki az egyesített erőik által Afrikában szerzett hódításaikat, magának pedig csak Szicília birtokát tartja fenn. 
Ophellas Athénból, feleségének Euthydikének szülőföldjéről; aki Miltiadész leszármazottja volt, hatalmas hadsereget gyűjtött össze az elégedetlen polgárok közül, miután elveszítette szavazati jogát. Ophellas több mint két hónapig tartó fáradságos és veszedelmes menetelés után végül elérte a karthágói területeket. Agathoklész barátként fogadta, a két sereg egymás közelében ütött tábort, de rövid idő múltán Agathoklész elárulta új szövetségesét, megtámadta a ciréneiek táborát, és magát Ophellast is megölte. A vezér nélkül maradt kürénéi csapatok átálltak Agathoklészhez.
Számos győzelme ellenére végül i. e. 307-ben teljes vereséget szenvedett, ezt követően titokban Szicíliába menekült. Veresége ellenére mégis sikerült megmentenie uralmát. A békeszerződés alapján megtarthatta Siracusát, a szicíliai görög erősséget.
Agathoklész időszámításunk előtt 306-ban békét kötött Karthágóval, és a békeszerződés alapján megtarthatta Szürakuszát, a szicíliai görög erősséget, i. e. 304-ben pedig már Szicília királyának nevezte magát, és minden eddiginél erősebb uralmat gyakorolt a sziget görög városai felett. A Karthágóval kötött békeszerződéssel a Halycus folyótól keletre Szicíliát irányította, Még idős korában, halála előtt is egy újabb Karthágó elleni támadást fontolgatott.

## Családja
Agathoklész háromszor nősült. Első felesége Damas patrónusának, Archagathusnak és testvérének özvegye volt, két fiuk született, akiket i. e. 307-ben meggyilkoltak. Második felesége Alcia volt, kitől ugyancsak két gyermeke: egy lánya, Lanassa született, aki az epiruszi Pyrrhus király második felesége lett, valamint egy fiuk, Agathoklész, akit nem sokkal apja halála előtt meggyilkoltak egy örökösödési vitában. Harmadik felesége Theoxena görög Ptolemaiosz hercegnő volt, aki I. Bereniké második lánya volt első férjétől, Fülöptől, és I. Ptolemaiosz Soter mostohalánya volt. Theoxena két gyermeket szült Agathoklésznek: Archagathust és Theoxenát.
Agathoklész utolsó éveit rossz egészségi állapotban töltötte. Bár mint zsoldosvezér céljai érdekében a kegyetlenségektől sem riadt vissza, később azonban szelíd és népszerű "zsarnok"-nak mutatta magát. Agathocles a halálos ágyán visszaállította a szirakuzai demokráciát, de nem akarta, hogy fiai váltsák őt királyként.